# サッサリ
サッサリ（イタリア語: Sassari ( 音声ファイル)、サルデーニャ語: Tàtari）は、イタリア共和国のサルデーニャ島北西部に位置する都市で、その周辺地域を含む人口約13万人の基礎自治体（コムーネ）。サッサリ県の県都で、サルデーニャ島第二の都市である。
サルデーニャ島で最も古い都市のひとつで、多くの文化財がある。

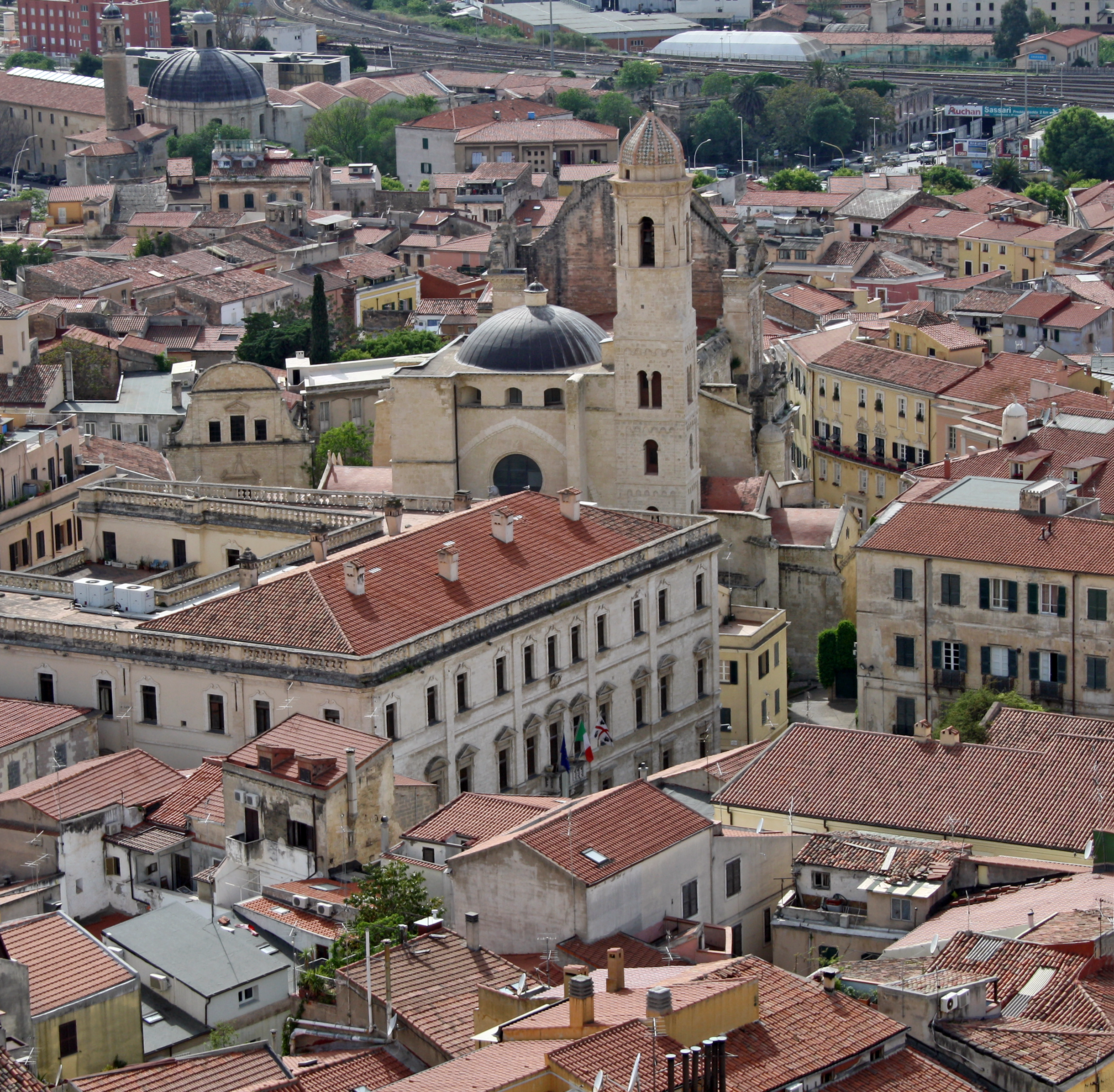
中心街

## 名称
イタリア語以外の言語では以下の名を持つ。
- サッサリ方言 (en) : Sassari
- サルデーニャ語: Tàtari

## 地理

### 位置・広がり
サッサリの市街は、オルビアから西南西へ約82km、オリスターノから北へ約91km、コルシカ島のアジャクシオから南へ約134km、州都カリャリから北北西へ約174km、首都ローマから西南西へ約352kmの距離にある。

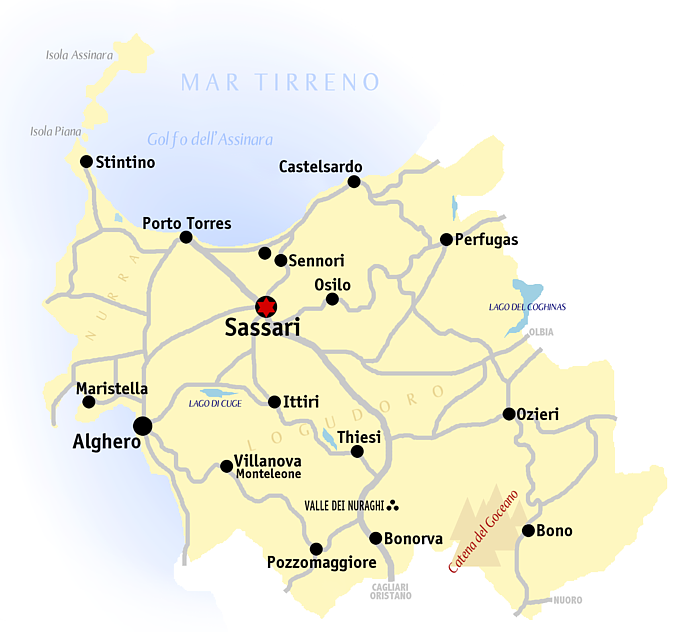
サッサリ県概略図

#### 隣接コムーネ
隣接するコムーネは以下の通り。
- アルゲーロ
- ムーロス
- オルメード
- オージロ
- オッシ
- ポルト・トッレス
- センノリ
- ソルソ
- スティンティーノ
- ティッシ
- ウーリ
- ウージニ

## 行政

### 分離集落
サッサリには、以下の分離集落（フラツィオーネ）がある。
- Argentiera, Bancali, Baratz, Biancareddu, Bonassai, Caffè Roma, Campanedda, Canaglia, Caniga, Filigheddu, La Corte, La Crucca, La Landrigga, La Muntagna, La Pedraia, Li Punti, Mandra di l'Ainu, Marchetto, Molafà, Ottava, Palmadula, Pian di Sorres, Platamona (condivisa con i comuni di Sorso e Porto Torres), Saccheddu, San Camillo, San Francesco, San Giovanni, Tottubella, Truncu Reale, Villa Assunta (condivisa con il comune di Alghero), Villa Gorizia, Fiume Santo (condivisa con il comune di Porto Torres), Zuari

## 歴史
アラゴン王国の時代は、カタルーニャ語でサッセル（Sàsser）と呼ばれていた。

## 社会

### 教育
ここにある大学は、特に法律学の研究で有名であり、その図書館にはアルボレア国の王女エレオノーラ（Giudichessa Eleonora d'Arborea）が編纂したカルタ・デ・ログという法典の文書や、11世紀頃のサルデーニャ語で書かれた最古の文書（Condaghe、コンダーゲと言う）などが保管されている。

### 言語
サッサリ及びその周辺ではコルシカ語が話されるが、これはトスカーナ方言と縁戚関係にあり、サルデーニャ島に由来していない。

## 交通

### 鉄道

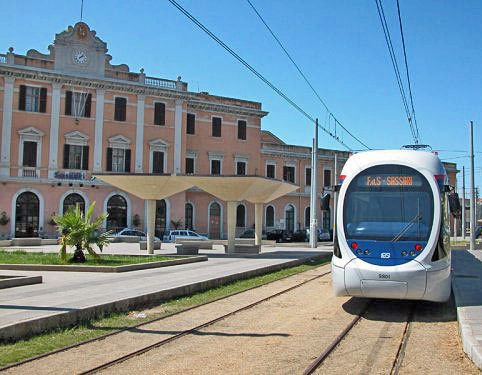
サッサリの路面電車「メトロサッサリ」

カリャリとの間に島の南北を貫くトレニタリアの鉄道幹線が走っている。サルデーニャ鉄道（狭軌）が近郊に路線を運営しているほか、季節観光路線「トレニーノ・ヴェルデ」 (it:Trenino Verde) がサッサリとパラーウを結んで走っている。
- トレニタリア
  - オツィエーリ・キリバニ＝ポルト・トッレス・マリッティマ線 (it) 
〔オツィエーリ〕 - サッサリ - 〔ポルト・トッレス〕
- サルデーニャ鉄道
  - サッサリ＝アルゲーロ線 (it) 
サッサリ - 〔アルゲーロ〕
  - サッサリ＝ソルソ線 (it) 
サッサリ - 〔ソルソ〕
  - サッサリ＝テンピオ＝パラーウ線 (it)  （トレニーノ・ヴェルデ） 
サッサリ - 〔テンピオ - パラーウ〕
- メトロサッサリ（路面電車、ライトレール）

### 空港
サッサリ市街から南西へ約24kmにフェルティリア空港 (Fertilia Airport) がある（空港所在地はアルゲーロ）。

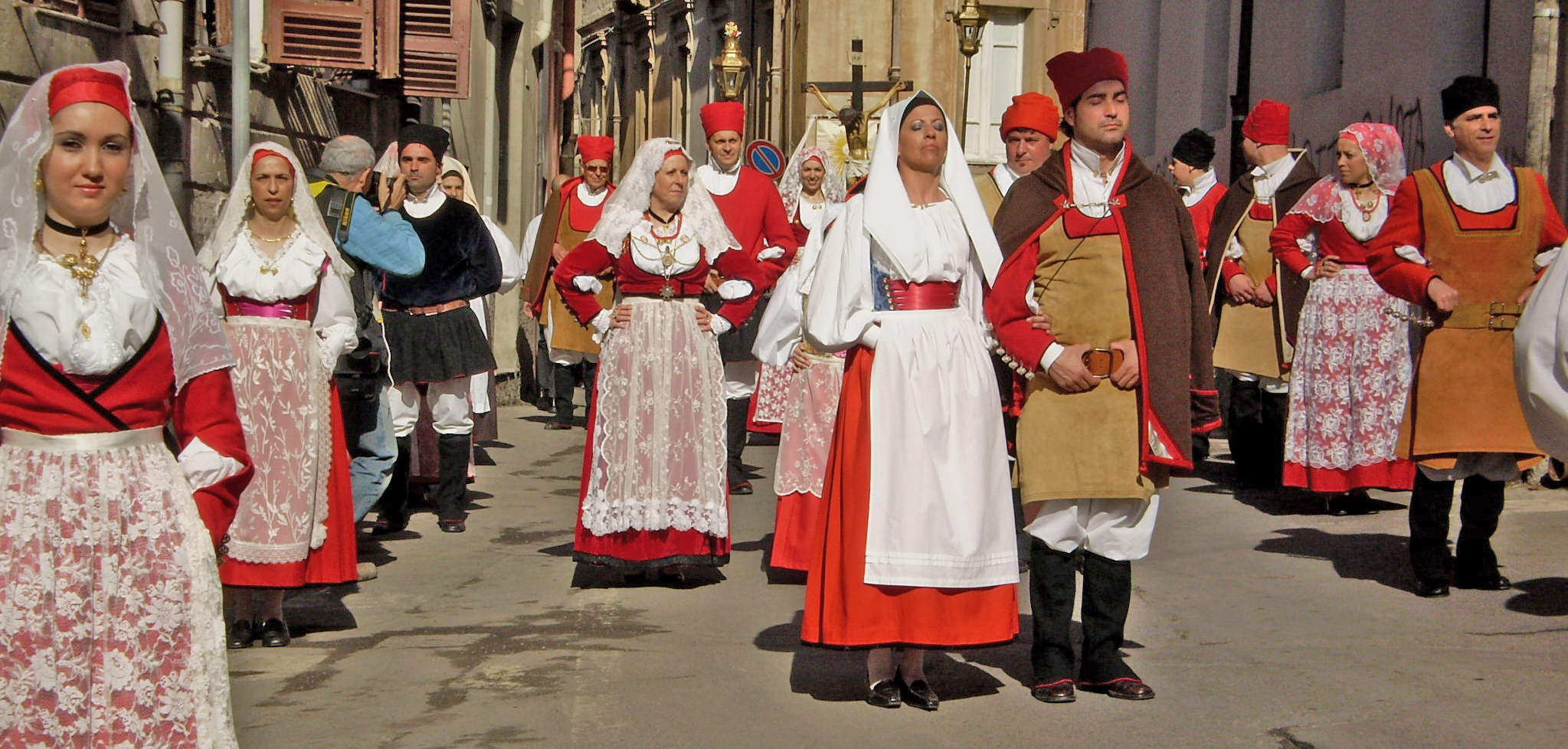
伝統衣装

## 人物

### 著名な出身者
- アントニオ・セーニ - イタリア共和国首相、第4代大統領（在任: 1962年 - 1964年）
- エンリコ・ベルリンゲル - 政治家、イタリア共産党書記長
- フランチェスコ・コッシガ - イタリア共和国首相、第8代大統領（在任: 1985年 - 1992年）

アントニオ・セーニはキリスト教民主主義の結党に参加した一人である。エンリコ・ベルリンゲルとフランチェスコ・コッシガは、ともにアントニオ・セーニの甥にあたる。コッシガはキリスト教民主主義に属して政治家となり、首相・大統領を歴任した。ベルリンゲルは1970年代にイタリア共産党の書記長を務め、ユーロコミュニズム路線を推進した。

## 姉妹都市
- ティミショアラ、ルーマニア